# Бакичи (Власеница)
Бакичи (серб. Бакићи / Bakići) — село в общине Власеница Республики Сербской Боснии и Герцеговины. Население составляет 67 человек по переписи 2013 года.